# 大同技術學院

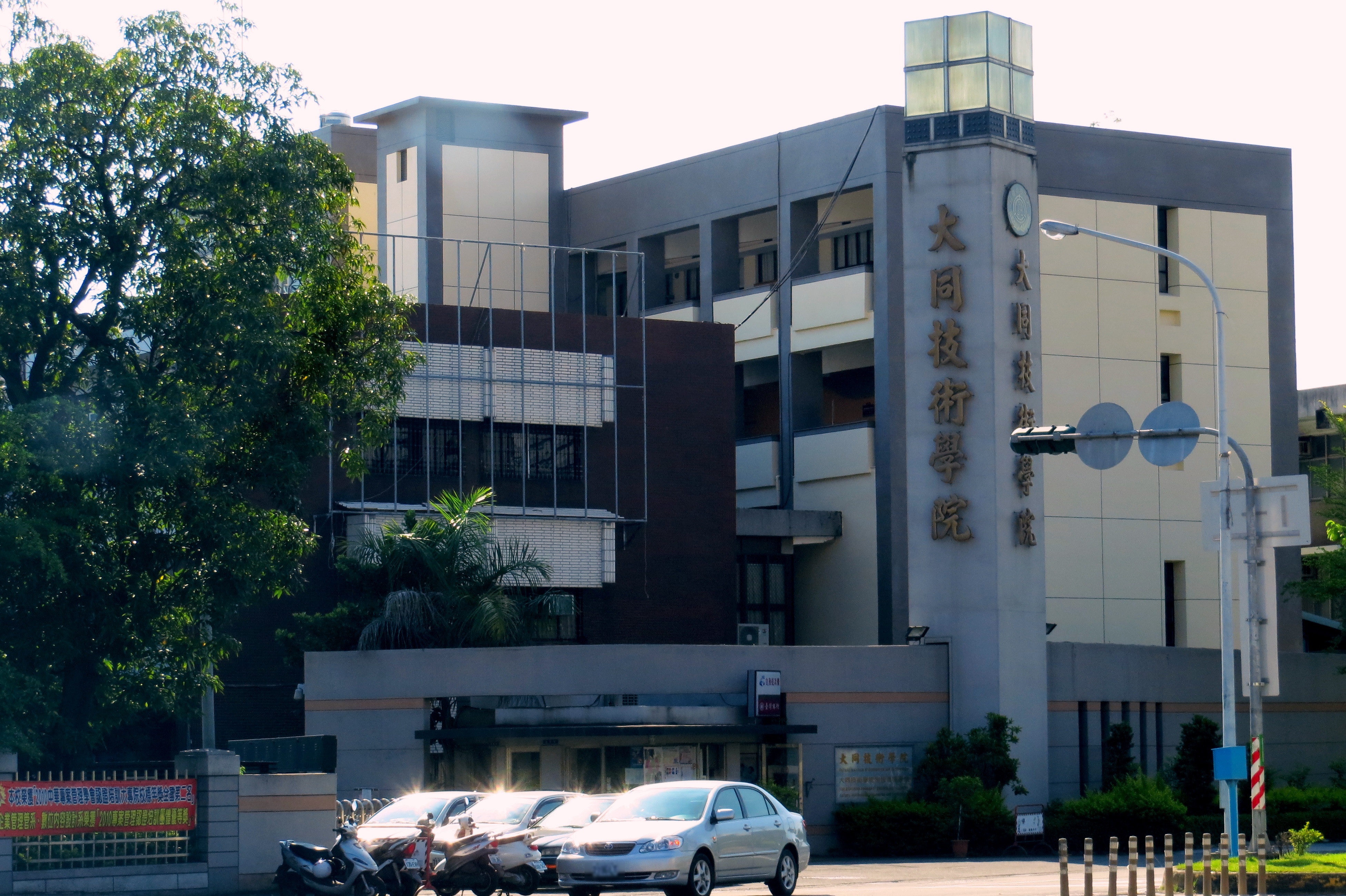
大同技術學院嘉義校區

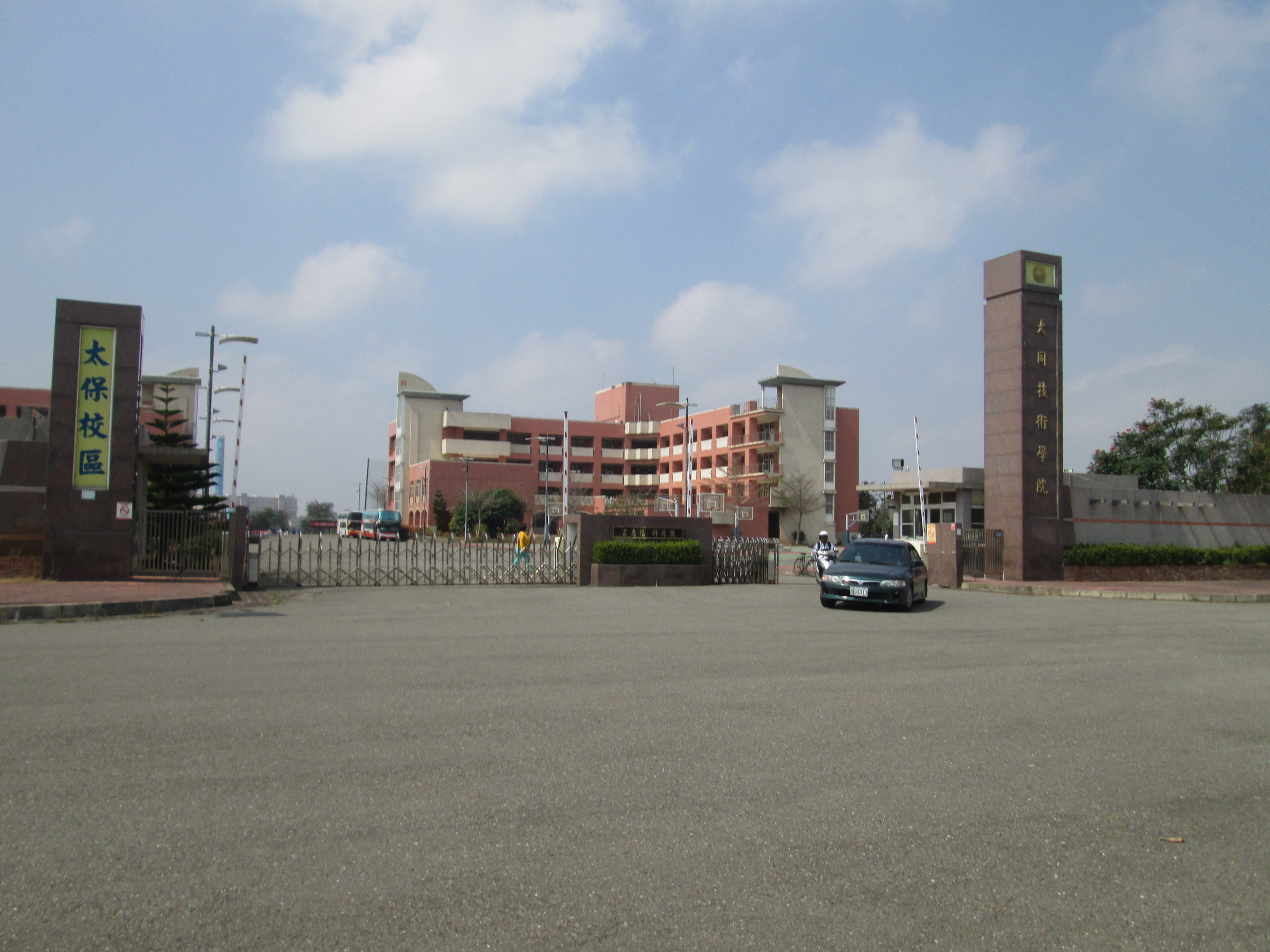
大同技術學院太保校區

大同技術學院（英語：Tatung Institute of Technology），簡稱大同學院，是位於臺灣嘉義市東區的一所以棒球聞名的私立技術學院。目前有嘉義及太保兩校區，並有2學群、8系科，招收四技、二技、二專、五專、進修部（夜間部）學生。太保校區有棒球場、運動場與學生宿舍，教學科系都位在嘉義校區。2022年被教育部公告為專案輔導學校改善期限一年，2023年6月5日教育部退場審議第十四次會議，決議依法勒令2023年8月停招，2024年7月31日停辦。

## 沿革
- 1963年，大同商業專科學校創校，設有財務金融科。
- 1964年，增設工商管理科。
- 1965年，工商管理科改名企業管理科。
- 1970年，增設財政稅務科。
- 1976年，增設電子計算機科。
- 1981年，電子計算機科改名電子資料處理科。
- 1994年，電子資料處理科改名資訊管理科。
- 2003年8月1日，改制為大同技術學院。企業管理科更名企業管理系、國際企業管理系、財政稅務系。
- 2004年，增設資訊管理系。
- 2005年，增設觀光與休閒事業管理系、餐飲管理科、幼兒保育系、會計資訊系、財務金融系、多媒體設計系。
- 2006年，增設餐飲管理系。
- 2007年，增設視覺傳達設計系、美容造型設計系、社會福祉與管理系。
- 2008年，增設運動健康與休閒系。財政稅務系全系停招。
- 2009年，財務金融系全系停招。
- 2010年，資訊管理系改制為數位內容設計系、國際企業管理系改名為國際行銷系；增設婚禮與會展企劃學位學程、旅館管理學位學程、流行創意商品設計學位學程。
- 2011年，增設茶文化與事業經營學位學程。婚禮與會展企劃學位學程改名婚禮企劃與設計學位學程。
- 2012年，多媒體設計系、科與數位內容設計系、科整併為數位媒體設計系、科。增設烘焙管理系科、茶文化與事業經營科、餐旅與會展經營學位學程。停招流行創意商品設計學位學程。婚禮企劃與設計學位學程改名婚禮企劃與設計系。餐飲管理系新增烘焙組之分組；企業管理系增設財務金融組與經營管理組之分組。
- 2013年，增設婚宴創新研發學士學位學程、日式廚藝學士學位學程。餐飲管理系取消原飲務組、烘焙組之分組，改設中餐廚藝組、西餐廚藝組、日式廚藝組、廚藝組之分組。社會福祉與服務管理系改名社會工作與服務管理系，並增設幼兒保育組之分組。觀光與休閒事業管理系改名旅遊與休閒娛樂管理系，並增設博弈娛樂組、休閒娛樂組、咖啡文化組之分組。停招餐旅與會展經營學位學程、幼兒保育系。
- 2014年，企業管理系取消財務金融組與經營管理組之分組並改名商業經營與設計系，分設商業經營組、商業設計組之分組。停招視覺傳達設計系、數位媒體設計系、國際行銷系、旅館管理學士學位學程、婚宴創新研發學士學位學程、日式廚藝學士學位學程。旅遊與休閒娛樂管理系取消咖啡文化組、博奕娛樂組，並增設旅館管理組、飲調事業組。申請籌設休閒餐旅研究所、商業經營與設計研究所。
- 2017年，停招商業經營與設計系四技日間部、餐飲管理系五專部、旅遊與休閒娛樂管理系四技進修部。
- 2018年，停招餐飲管理科二專夜間部、時尚造型設計系四技進修部。
- 2019年，增設茶文化事業經營管理系、停招茶文化與事業經營學士學位學程日間部、商業經營與設計系進修專校、四技進修部、二技進修部。
- 2020年，停招運動健康與休閒系、婚禮企劃與設計系、時尚造型設計系。
- 2022年2月17日，大同技術學院因涉及財務危機，經教育部召開私立學校諮詢委員會議，決議自111學年8月停招。[2]

## 歷任校長
| 任別 | 姓名   | 任期                 |
| ---- | ------ | -------------------- |
| 1－4 | 簡宣博 | 2003年8月－2014年7月 |
| 5    | 陳美菁 | 2014年8月－2018年7月 |
| 6    | 林明芳 | 2018年8月－2019年7月 |
| 代理 | 吳柏萱 | 2019年8月－2020年7月 |
| 7    | 王榮聖 | 2020年8月－2022年1月 |
| 代理 | 鍾任榮 | 2022年2月－2022年7月 |
| 代理 | 吳柏萱 | 2022年8月－現任      |

## 教學單位

### 嘉義校區
| 教學單位 | 烘焙管理系           | 餐飲管理系           | 茶文化事業經營管理系 |
| 教學單位 | 旅遊與休閒娛樂管理系 | 社會工作與服務管理系 | 通識教育中心         |